# Ligne 2600 (DB Netz)
La ligne 2600 du réseau de la Deutsche Bahn est une ligne qui va de Cologne à la frontière Belge par Aix-la-Chapelle et le Buschtunnel. Elle est prolongée en Belgique par la ligne 37 et la ligne à grande vitesse 3.
Construite en 1841 entre Cologne et Aix, fut prolongée jusque Herbesthal (frontière belge) en 1843, cette ligne était la première ligne de chemin de fer internationale au monde. Toutefois, la section Tourcoing (France - ligne de Fives à Mouscron) - Mouscron (Belgique - ligne 75) fut inaugurée le 6 novembre 1842 et la totalité de la liaison entre Lille et Gand fut mise en service en juillet 1843.
Elle est quadruplée entre Cologne et Düren par la LGV Cologne - Aix-la-Chapelle.

## Histoire

### AuXIXesiècle
Cette ligne fait partie des premières grandes lignes de l’actuelle Allemagne et elle fut construite en 1841 par la Rheinische Eisenbahn (Chemins de fer de la Rhénanie).
La construction de la portion entre Aix et la frontière belge, où elle se connecte avec la ligne Bruxelles - Liège ; Liège - Herbesthal construite de 1837 à 1843.
Elle fut le premier axe ferroviaire international au monde et devint rapidement un maillon important du transport des voyageurs et des marchandises entre la Belgique et l’Allemagne.
Les Chemins de fer de la Rhénanie furent nationalisés le 14 février 1880 et devinrent une partie intégrante des Chemins de fer prussiens (KPEV).

### AuXXesiècle
La cession des cantons de l’Est à la Belgique en 1920 modifie la frontière qui ne se trouve plus à Herbesthal mais entre Preuswald et Hergenrath. Ces cantons furent rattachés à l’Allemagne durant la Seconde Guerre mondiale et se trouvent de nouveau en Belgique.
La portion d’une dizaine de kilomètres de ligne qui passe en territoire belge (rattachée à la ligne 37 belge) comprend l’imposante gare-frontière de Herbesthal, qui continuera à servir de relai pour le changement de locomotives, ainsi que le monumental viaduc "Hammerbrücke" qui sera dynamité en 1940 et 1944.
Comme tout le réseau ferré allemand, la ligne a souffert des raids aériens durant la Seconde Guerre mondiale.

### AuXXIesiècle
Pour accueillir les trains à grande vitesse, ICE et Thalys, les 40 premiers kilomètres entre Cologne et Düren ont été reconstruits et constituent la ligne 2622 du réseau de la Deutsche Bahn, avec la création de voies dédiées pour la grande vitesse et le trafic local, et autorisent depuis 2002 des vitesses allant jusqu'à 250 km/h. Entre Düren, Aix-la-Chapelle et la frontière belge, tous les trains empruntent la ligne 2600 et leur vitesse y est limitée à 160 km/h, avec quelques ralentissements. La rénovation de cette section est prévue dans un avenir proche.
Le goulot d'étranglement de l'axe ferroviaire de Cologne à la Frontière belge (au niveau du Hammerbrücke) se trouvait entre Aix-la-Chapelle et la frontière belge au Buschtunnel, le plus ancien tunnel ferroviaire d'Allemagne, datant de 1838 et dont le gabarit étroit rendait la circulation compliquée. Ce tunnel a été, du fait de sa vétusté, limité à 40 km/h. Depuis, un nouveau tunnel parallèle en voie unique a été inauguré en 2007, permettant la fermeture de l'ancien pour rénovation et mise à simple voie. Celui-ci fut rouvert en 2011 permettant aux trains de circuler à 160 km/h dans les deux tubes du tunnel.
De l’autre côté de la frontière, une ligne a grande vitesse a été construite vers Liège et le Hammerbrücke qui fut reconstruit à cette occasion.